# 토니 몬타나
안토니오 몬타나 (스페인어: Antonio Montana)는 1983년 개봉한 영화 스카페이스의 등장인물이다. 그는 영화에서 알 파치노가 연기했고 2006년 비디오 게임 Scarface: The World Is Yours. 에서 앙드레 소글리우조가 목소리를 맡았다.바닥에서 꼭대기로의 상승을 구현하면서, 토니 몬태나는 문화적 아이콘이 되었고, 역대 가장 유명한 영화 캐릭터들 중 한 명이다.2008년, 몬태나는 엠파이어 잡지에 의해 27번째로 위대한 영화 캐릭터로 선정되었다. 그는 부분적으로 원작 소설과 1932년 영화 각색작품의 주인공인 토니 카몽테에 바탕을 두고 있다. 올리버 스톤에 따르면, 토니의 성은 스톤이 가장 좋아하는 선수인 전 NFL 쿼터백 조 몬타나로부터 영감을 받았다고 한다.속편 소설인 스카페이스: L. A. 뱅크스에 의해 쓰여진 시작은 2006년에 출판되었다.. 몬태나는 또한 그의 얼굴 옆면에 큰 흉터가 있는데, 이것이 그가 스카페이스로 알려진 이유를 설명해준다.

## 캐스팅
파치노는 토니 몬태나 역을 맡겠다고 주장했지만, 로버트 드 니로는 이를 거절했다.파치노는 칼싸움 전문가, 트레이너, 복서 로베르토 두란과 함께 자신이 원하는 체형을 얻기 위해 일했다. 파치노에 따르면 두란은 또한 "그의 안에 어떤 사자가 있다"는 캐릭터의 영감을 주기도 했다. 1982년 소피의 선택에서 메릴 스트립의 이민자 캐릭터는 파치노의 토니 몬타나에 대한 묘사에 영향을 미쳤다. 그의 공동 주연인 스티븐 바우어와 방언 코치는 그가 쿠바 방언과 발음을 배우는 데 도움을 주었다.

## 허구의 인물 전기
1980년 5월, 토니는 마리엘 보트를 마이애미로 끌어올린 125,000명의 쿠바인 중 한 명이다. 그가 그곳에 도착했을 때, 그는 미국 관리들로부터 심문을 받는다; 그는 자신이 "정치범"이었고 미국인 아버지가 있었기 때문에 영주권을 받을 권리가 있다고 말한다. 그러나 오른손에 옥중에서 암살자임을 나타내는 삼지창 문신 때문에 그의 요청은 거부되었다.
토니와 그의 친구 마놀로 "매니" 리베라는 그린카드 없이 쿠바 이민자들을 수용하는 난민촌인 "프리덤타운"으로 보내진다. 캠프에서 한 달 후, 마이애미 마약 카르텔의 대표인 프랭크 로페즈는 에밀리오 레벤가를 살해한 대가로 영주권을 받겠다고 제안한다. 레벵가가 캠프에 도착한 직후 매니, 토니, 앙헬 페르난데스는 토니가 레벵가를 찌르는 8월 11일 폭동을 이용한다. 토니와 매니가 영주권을 받고 풀려나고, 둘은 리틀 하바나에 있는 작은 식품 판매대에서 식기세척기로 일하게 된다. 1980년 8월, 프랭크는 그의 오른팔 오마르 수아레즈를 보내 토니와 매니에게 각각 500달러를 주고 불법 밀수된 마리화나 화물을 내리는 일을 시킨다. 매니가 그 제안에 감명을 받는 동안, 토니는 더 많은 보수를 요구했고, 그와 오마르는 싸운다. 그의 동료의 조언에 따라, 오마르는 토니와 매니에게 새로운 공급상으로부터 코카인을 사라고 제안한다. 그것은 마리화나 거래보다 위험하지만 폭력적인 콜롬비아인들을 상대하기 때문에 훨씬 더 많은 돈을 지불할 것이다.
며칠 후, 토니, 매니, 그리고 그들의 동료 엔젤과 치치는 콜롬비아인들과 거래를 하기 위해 마이애미 비치에 있는 호텔로 운전한다. 콜롬비아 경찰 몇 명이 토니와 에인젤에게 총구를 겨누고 수갑을 채우고, 토니가 마약 돈의 위치를 밝히지 않으면 전기톱으로 죽이겠다고 위협했다.  토니는 대화를 거부했고, 집행관들의 리더인 헥터는 에인절의 목을 잘랐다. 헥터가 토니에게 같은 짓을 하기도 전에, 매니가 갑자기 방에서 기관총을 쏘면서 폭발한다. 짧은 총격전이 이어지며 매니가 팔에 총을 맞고 토니는 콜롬비아인들을 죽인다.  토니, 매니, 치치는 코카인과 돈을 가지고 탈출한다. 더 이상 오마르를 믿지 않는 토니는 개인적으로 프랭크에게 가져간다. 프랭크는 감명을 받았고, 그와 매니가 그를 위해 일하게 되는데, 그 동안 토니는 프랭크의 여자친구인 엘비라 핸콕에게 관심을 갖게 된다.
3개월 후, 토니는 어머니 조지나와 여동생 지나를 방문한다. 지나는 토니를 보고 흥분하지만, 토니의 어머니는 토니의 범죄 생활에 대해 이미 알고 있었기 때문에 토니를 부끄러워한다. 그가 어머니에게 1,000달러를 주자, 그의 어머니는 화가 나서 선물을 거부하고 그를 내쫓는다.토니는 떠났지만, 지나는 토니를 쫓아 달려가 그를 껴안고, 토니에게 자신이 미용 학교에 다니고 있고 엄마를 돕고 있다고 말한다. 토니는 지나와 같은 가난한 소녀는 약간의 재미를 느낄 자격이 있다고 말한다. 그는 그녀에게 몰래 1,000달러를 슬쩍 건네주고, 엄마에게 그것에 대해 말하지 말라고 명령한다. 단지 엄마는 가끔 그 중 일부를 장을 보거나 공과금을 내는 데 사용하면서 그 돈을 조금씩 얻게 된다.
나중에 볼리비아에 있는 동안 토니와 오마르는 프랑크를 대신해 마약 카르텔 영주 알레한드로 소사를 만나러 간다.소사는 오마르를 경찰 정보원이라는 이유로 살해하고 토니를 사업 파트너로 삼는다. 바빌론 나이트클럽에서 토니는 부패한 마약 탐정 멜 번스타인에 의해 흔들리고, 멜 번스타인은 토니가 리벤가와 콜롬비아 마약상들의 살인사건과 관련이 있다는 증거를 가지고 있다고 알려준다. 번스타인은 경찰의 보호와 정보에 대한 대가로 토니에게 그의 거래에 대해 세금을 부과할 것을 제안한다. 토니는 프랭크가 번스타인을 보냈다고 확신했다. 왜냐하면 오직 프랭크만이 살인에 대해 자세히 알 것이기 때문이다. 번스타인과 대화하던 중 토니는 지나와 마약상이 춤을 추는 것을 보게 된다. 화가 난 토니는 딜러를 때리고 지나를 때리다가 매니가 진정시킨 뒤에야 멈춰선다. 매니가 지나를 집으로 태워다 주고, 그녀는 저 하층민들보다 더 잘 할 수 있으며, 토니는 그녀만을 돌보고 있다고 말한다. 하지만 지나가 매니에 대한 관심을 인정하자 토니의 분노를 두려워하며 얼어버린다. 그날 밤, 두 남자가 토니를 죽이려고 한다. 그는 탈출하고 프랭크가 그의 죽음을 명령했다고 확신하게 된다. 침묵의 권총으로 무장한 토니와 매니가 프랭크를 추적하여 프랭크와 번스타인을 죽인다. 그 후, 토니는 프랭크의 집으로 가서 엘비라에게 그녀의 애인이 죽었다며 그녀를 원한다고 말한다. 그 후 1년 반 동안 토니는 미국으로 가져가는 2,000kg의 코카인으로 7,500만 달러를 벌어들였고, 곧 소사와의 사업 관계로 매달 1,000만~1,500만 달러의 수익을 올리고 있다. 그는 엘비라와 결혼하여 큰 저택과 애완 호랑이 같은 화려한 사치품을 구입하면서 프랑크의 제국을 물려받는다. 토니는 또한 지나에 의해 관리되는 미용사를 포함하여 많은 법률 사업을 창시한다. 하지만 그와 엘비라 둘 다 코카인에 중독되면서 토니의 "아메리칸 드림"에 균열이 생기기 시작한다. 한편, 매니와 지나는 토니가 알면 화가 날까 봐 오빠 몰래 데이트를 시작한다.
나중에 토니는 탈세와 돈세탁 혐의로 체포된다. 토니의 변호사인 조지 셰필드는 토니가 직면하는 대부분의 시간을 유죄협상 조건으로 넘길 수 있지만, 토니는 적어도 3년 동안 감옥에서 복역하게 될 것이라고 말한다. 소사는 토니를 볼리비아로 불러 볼리비아의 반정부 운동가를 암살하는 데 도움을 요청한다. 그 대가로, 소사는 토니를 감옥에서 빼내기 위해 워싱턴 D.C.에 있는 미국 법무부에 있는 그의 연락책들을 사용할 것이다. 마이애미로 돌아온 후, 토니는 매니에게 히트곡에 대해 말하지 않지만, 매니가 단순히 그가 가지고 있는 나쁜 예감을 들어 토니가 뉴욕에 가지 않도록 설득하려고 한다. 얼마 지나지 않아, 엘비라는 토니가 동네 식당에서 그녀를 모욕하자 그를 영원히 떠나버린다. 술에 취한 토니는 손님들에게 소리를 지르기 시작한다: 그는 그들에게 자신과 같은 사람들이 비난해야 한다고 말한다.
토니와 소사의 동료 알베르토는 활동가를 암살하기 위해 뉴욕으로 간다.  알베르토는 이 운동가의 차 밑에 폭탄을 설치하고, 이 운동가가 유엔 빌딩에서 한 연설에서 소사의 범죄망을 연루시키기 전에 폭탄을 터뜨리라는 명령을 받는다.암살 당일, 한 여성과 두 명의 아이들이 예상치 못하게 목표물의 차에 오르는 것이 목격된다. 토니는 이제 목표물만 죽이는 것을 선호하며, 공격을 감행하는 것에 반대한다. 알베르토는 토니에게 소사의 요구를 상기시키고 토니는 마지못해 목표물을 미행하기 시작한다. 하지만 알베르토가 폭발물을 작동시키는 데 집중하는 동안, 두 아이와 함께 무고한 여성을 죽인다는 생각에 대한 토니의 혐오감은 커진다. 알베르토가 자동차 폭탄을 터뜨리기 전에 토니는 알베르토를 쏘고 죽여서 소사를 두 번 건넌다.
토니는 플로리다로 돌아와 분노에 찬 소사로부터 전화를 받고, 소사는 그에게 히트곡의 실패에 대해 훈계한다. 토니는 매니를 찾아내고, 그와 지나 모두 목욕 가운만 입은 채 함께 있는 것을 발견한다. 토니는 코카인에 자극받은 분노로 그를 쏘고 죽인다. 토니와 그의 부하들은 정신이 혼미해진 지나를 그의 저택으로 데려간다. 그러는 사이 소사가 보낸 암살단의 대군이 저택을 에워싸고 있다. 정신이 혼미해진 토니가 사무실에 앉아 엄청난 양의 코카인을 코로 들이마시는 동안, 무장 괴한들은 밖에서 그의 경비원들을 죽이기 시작한다. 지나가 스미스 & 웨슨 모델 36을 휘두르며 토니의 사무실로 들어가 토니의 다리에 총을 쐈다. 토니는 암살자 중 한 명이 창문을 통해 사무실로 들어가 총을 쏘기 전에 그녀를 진정시키려고 시도한다. 토니는 즉시 암살자를 살해하고 소동을 일으킨다.
놀람의 요소를 빼앗긴 소사의 괴한들은 토니의 저택을 직접 공격한다. 토니는 M203 유탄발사기가 부착된 M16 소총을 휘두르며 사무실에서 갑자기 뛰어나왔다. 그는 "내 작은 친구에게 인사해!"라고 외치며 심복들에게 발포하여 수십 명을 죽인다. 대학살은 소사의 최고 암살자('해골')가 몰래 소사의 뒤로 다가가 엽총으로 소사의 등을 쏠 때까지 계속된다. 토니는 발코니에서 아래 로비에 있는 분수 속으로 떨어졌고, "세상은 너의 것이다"라는 글자가 새겨진 지구상 아래 피와 물의 웅덩이에 얼굴을 아래로 향하고 떠다닌다.

## 비디오 게임
2006년 비디오 게임 스카페이스: 《세상은 너의 것이다》는 토니가 해골을 죽이고 소사의 부하들과 경찰에 의해 제압당하기 전에 그의 저택에서 탈출하는 대체 엔딩을 특징으로 하는 이 영화의 유사 속편이다. 죽은 것으로 추정되는 그는 버지니아 키 비치 근처의 작은 판잣집에 숨어 들어가 매니와 지나의 죽음을 한탄하고, 자신의 고집 때문에 다른 사람들의 충고를 듣지 않은 자신을 저주하고, 코카인을 끊기로 결심하고, 소사에 대한 복수를 계획한다. 3개월 후, 토니는 범죄 제국을 재건하기 위해 은신처에서 나와 하루 만에 1만 달러를 벌어들인다. 토니는 마약을 팔아서 그의 저택을 탈취한 여러 명의 잠복 경찰관들에게 뇌물을 주고, 그 돈을 다시 이사할 수 있게 한다. 거기서부터, 그는 그의 제국을 확장하고 점령하기를 열망하는 여러 라이벌들을 제거하려고 한다. 그는 여전히 소사와 가스파르 고메즈의 반대에 직면해 있는데, 그들은 마약 독점을 형성하고 그들의 가격을 터무니없이 높게 책정했다. 토니는 변호사 조지 셰필드에게 배신을 당하는데, 조지 셰필드는 소사, 고메즈와 비밀 동맹을 맺고 그를 함정에 빠뜨린다. 결국 토니는 마이애미에서 그의 모든 경쟁자를 없애고 그의 제국을 재건할 수 있게 된다. 이 기간 동안 토니는 샌드맨의 전 여자친구 비너스를 만나기도 한다. 마이애미에서 가장 강력한 마약왕이 된 토니는 소사, 고메즈, 셰필드에게 복수를 하기 위해 전자의 저택을 공격한다. 그는 밖으로 나가는 길에 소사의 살아남은 군인들 중 한 명을 우연히 만나게 되는데, 소사는 그를 살려주고 집사로 고용한다. 이 게임은 토니가 비너스와 결혼하여 호화롭게 살면서 마침내 자신에게 닥칠 것 같은 것을 얻었다고 느끼는 것으로 끝난다.
토니는 2006년 비디오 게임 스카페이스: 돈. 권력. 존경 (Scarface: Money. Power. Respect.) 에도 등장한다..
토니는 2016년 출시된 스카페이스 캐릭터 팩에 포함된 플레이 가능한 캐릭터로 페이데이 2에 등장한다. 앙드레 소글리우초(André Sogliuzo)가 그의 목소리를 맡았다. 세상은 너의 것이다. DLC에는 마이애미에 있는 토니의 저택에서 일어나는 강도도 포함되어 있었다.